# Prelux
Prelux so komercialne kokoši križanke slovenskega izvora, s katerimi pod istoimensko blagovno znamko trguje Biotehniška fakulteta v Ljubljani. Ime je krajšava za besedno zvezo prevojski luxuriranci, pri čemer je z besedo luksuriranje mišljeno s križanjem pogojeno izboljševanje lastnosti domačih živali, pridevnik prevojski pa je povzet po naselju Prevoje, kjer so nekoč opravljali selekcijsko delo. To oznako nosijo kvalitetne kokoši nesnice, ki jih pridobivajo s križanjem treh slovenskih tradicionalnih kokoši lahkega (nesnega) tipa; slovenske grahaste, slovenske rjave in slovenske srebrne kokoši. Najbolj poznane in prodajane nesnice znamke Prelux so prelux črna, prelux grahasta in prelux rjava, vzreja se tudi prelux marogasto. V selekcijo prav tako sodi mesni tip, prelux-BRO.

## Vzreja
| Tip  | Kokoš (starš 1) | Petelin (starš 2) |
| ---- | --------------- | ----------------- |
| px-Č | SGK             | SRK               |
| px-G | SRK             | SGK               |
| px-R | SSK             | SRK               |

Kokoši blagovne znamke Prelux® selekcionirajo in prirejajo ter nato prodajajo dalje pretežno slovenskemu krogu kupcev na Pedagoškem raziskovalnem centru (PRC) za perutninarstvo Oddelka za zootehniko Biotehniške fakultete Univerze v Ljubljani. Prelux kokoši so po svojem izvoru dvopasemske križanke ali hibridi, namenjeni komercialni vzreji in prodaji, ki jih pridobivajo iz matične (starševske) jate treh slovenskih tradicionalnih pasem kokoši; slovenske grahaste, slovenske rjave in slovenske srebrne kokoši. Omenjene tri pasme med seboj križajo v različnih kombinacijah, pri čemer se načrtno pari glede na pasmo in glede na spol. S pomočjo posebnega zaporedja križanja slovenskih težkih pasem se pridobiva mesni tip preluxa, ki je po svojem izvoru večpasemski križanec. Križanke znamke Prelux načeloma niso namenjene nadaljnjemu razmnoževanju, ker križanci svoje obarvanosti praviloma ne prenašajo na potomce in se zato pri potomcih pojavljajo številni raznoliki barvni odtenki.

### Pomen
V sodobnem času se v perutninarstvu pogosteje kot čiste in izvorne pasme uporabljajo kokoši križanke. Gre bodisi za pasemske križanke, ki so jih dobili s parjenjem več čistih pasem, bodisi linijske križanke, pri čemer so med seboj razmnoževali različne linije (homogene skupine znotraj pasem). Komercialne križanke so posebej priljubljene zaradi svoje uporabnosti; zanje velja boljši proizvodni izkupiček kot za številne čistopasemske kokoši, lahko pa jih je gojiti v različnih tipih rej (vse od klasične talne in pašne do baterijske z obogatenimi kletkami in drugih alternativnih načinov). Za slovenske nesnice prelux so značilni tudi tako imenovani avtoseks (angl. autosex) piščanci, ki omogočajo hitro prepoznavanje spola že pri komaj dan starih živalih. Piščanci različnih spolov se namreč pri avtoseks nesnicah med seboj razlikujejo po različni obarvanosti puha ali raznoliki hitrosti operjanja.

## Tipi
V selekcijo kokoši znamke Prelux spadajo najbolj razširjene nesnice (lahki tip) prelux črna, prelux grahasta, prelux rjava in nekoliko manj pogosta prelux marogasta. Del selekcije Prelux je tudi kokoš težkega ali mesnega tipa, in sicer brojler ali pitovni piščanec prelux-BRO.

### Prelux-Č
Prelux črna ali črni prelux, s krajšavo tudi prelux-Č, je eden izmed tipov nesne križanke. Gre za hibrida, ki se ga pridobiva s križanjem kokoši slovenske grahaste kokoši in petelina slovenske rjave kokoši. Živali črnega preluxa so operjene s svetlečo črnim perjem, na vratu so prisotni tudi rjavi odtenki. Ko se piščanci izvalijo, so samičke v celoti črne barve, samčke pa ločimo po beli naglavni lisi. Telesne in proizvodne lastnosti si prelux črna deli s prelux grahasto. Kokoši, tehtane v 18. tednu, so dosegle telesno maso 1,8 kg, po enem letu nesnosti se je vrednost povečala na 2,4 kg. V povprečju črni prelux, rejen v baterijski reji, doseže nesnost 314 jajc na leto, pri čemer so jajca težka 64 g.

### Prelux-G
Prelux grahasta ali grahasti prelux, s krajšavo tudi prelux-G, je eden izmed tipov nesne križanke. Tega hibrida pridobivajo z enakima tradicionalnima pasmama kot črni prelux, razlika je le v zamenjani vlogi starševskih pasem; pri prelux grahasti je kokoš slovenske rjave pasme, medtem ko petelin pripada slovenski grahasti pasmi. Perje živali spominja na slovensko grahasto kokoš, saj so grahasti prelux operjeni s perjem grahastega, črno-belega vzorca. Spol piščancev se določa s pomočjo hitrosti operjanja; petelini se operjajo kasneje kot kokoši. Grahasti prelux velja za težji tip kokoši; v 18. tednu tehtane kokoši so dosegale maso 1,8 kg, po enem letu nesnosti se je vrednost povzpela do 2,5 kg. Prelux grahasta ni samo dobra nesnica, ampak zaradi nekoliko večje teže rejcem služi tudi kot mesna kokoš. Še posebej priljubljeno je meso skopljenih petelinov – kopunov. Kokoši tipa prelux-G v povprečju na leto znesejo 308 jajc, ki so težka 60 g.

### Prelux-R
Prelux rjava ali rjavi prelux, s krajšavo tudi prelux-R, je eden izmed tipov nesne križanke. Tovrstne hibride se pridobiva s parjenjem kokoši slovenske srebrne kokoši in petelinov slovenske rjave kokoši. Po videzu ta rjavo obarvana nesnica spominja na druge tuje rjave pasme in hibride. Tudi pri rjavem preluxu so vidne posledica postopka avtoseksiranja, saj so piščanci moškega spola bele barve, piščanci ženskega spola pa rumenkasto rjavih odtenkov. Gre za razmeroma lahko kokoš, ki po 18 tednih življenja v povprečju tehta 1,7 kg in po enem letu nesnosti doseže le 2,2 kg telesne mase. Tipična prelux-R bo v enem letu znesla 294 jajc, ki tehtajo nekoliko več kot pri ostalih hibridnih nesnicah, in sicer 65 g.

### Prelux-BRO
Kokoši, imenovane prelux-BRO (tudi prelux-bro), so kokoši težkega ali mesnega tipa, ki se jih uporablja za prirejo mesnatih pitovnih piščancev ali brojlerjev. Živali tega tipa se vzreja iz mesne pasme slovenska pozna operjena kokoš, ki služi kot starostarševska očetovska pasma za pridobivanje mater križancev prelux-BRO. Postopek križanja v prvi vrsti zahteva parjenje petelina slovenske pozno operjene kokoši in kokoši slovenske zgodaj operjene kokoši. Tako pridobljene kokoši se križa s petelini slovenske pitovne kokoši, potomci takšnega para so brojlerji tipa prelux-BRO. Križance je moč ločiti po spolu glede na hitrost operjanja, saj se petelini operjajo pozno in kokoši zgodaj. Navadno se tovrstne pitovne piščance goji ekstenzivno, v domači reji; bodisi v prosti bodisi zaprti reji, občasno celo v okviru ekološke reje. Kokoši prelux-bro so praviloma počasi rastoče kokoši in zato manj primerne za rejo v velikih, industrijskih obratih.